# Olaszfalu
Olaszfalu je vas na Madžarskem, ki upravno spada pod podregijo Zirci Županije Veszprém.